# Cyanea (animal)
Cyanea é um género de medusas da família Cyaneidae.

## Espécies
- Cyanea capillata Linnaeus, 1758
- Cyanea citrea Kishinouye, 1910
- Cyanea ferruginea Eschscholtz, 1829
- Cyanea fulva Agassiz, 1862
- Cyanea lamarckii Péron & Lesueur, 1809
- Cyanea mjoebergi Stiasny, 1921
- Cyanea muellerianthe Haacke, 1887
- Cyanea nozakii Kisinouye, 1891
- Cyanea posteli Brandt, 1838
- Cyanea purpurea Kisinouye, 1910